# Severobajkalsk
Severobajkalsk (Russisch: Северобайкальск) is een stad in de Russische autonome republiek Boerjatië. De stad ligt aan de monding van de rivier de Tyja in het Baikalmeer, op 1048 km van Oelan-Oede.
In 1970 werd Severobajkalsk gesticht als nederzetting met stedelijk karakter ten behoeve van de constructie van een noordelijke tak aan de trans-Siberische spoorlijn, de Baikal-Amoerspoorweg. Severobajkalsk verkreeg de stadsstatus in 1980.
Op 40 kilometer ten noordoosten van de stad ligt de luchthaven Nizjneangarsk (Нижнеангарск).
| 1979   | 1989   | 2002   |
| ------ | ------ | ------ |
| 12.900 | 28.336 | 25.434 |

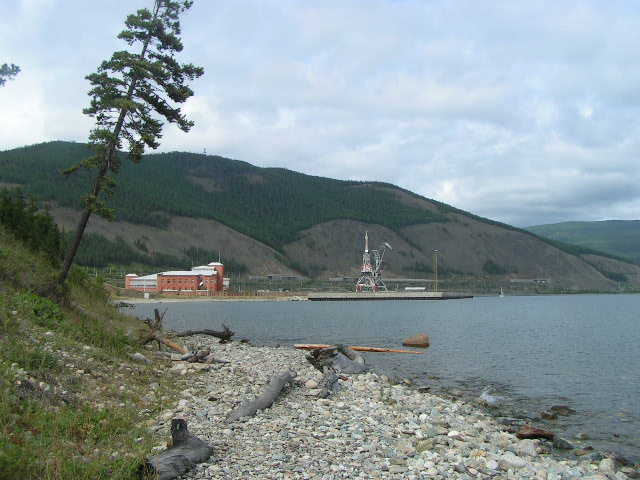
Haven van Severobaikalsk
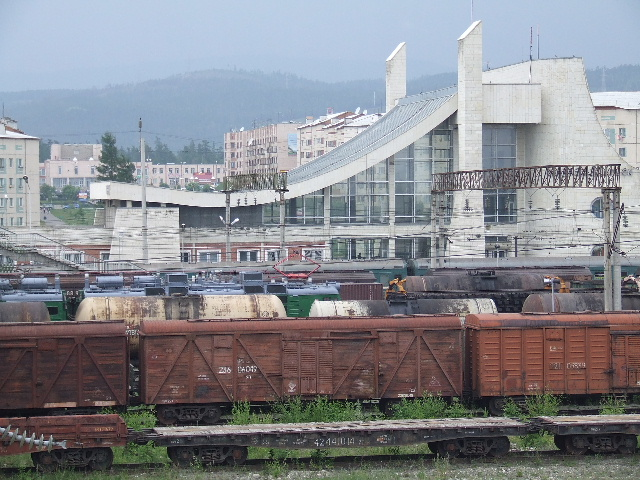
Spoorwegstation van Severobaikalsk